# Монте-Казале
Монте-Казале (итал. Monte  Casale) — вершина в Италии.
Находится на острове Сицилия на границе провинций Рагуза и Сиракуза. Второй по высоте пик в Иблейских горах. Высота над уровнем моря — 910 м. Климат на склонах Монте-Казале — средиземноморский, но зимой возможны снегопады. У подножия климат мягче.
На склонах горы были обнаружены руины древнегреческого города Касмены (VII век до н. э.).